# Phloiotrya velutina
Phloiotrya velutina là một loài bọ cánh cứng trong họ Melandryidae. Loài này được Champion mô tả khoa học năm 1895.